# Койл, Брендан
Бре́ндан Койл (англ. Brendan Coyle; род. 2 декабря 1963, Корби, Нортгемптоншир, Великобритания) — британский актёр театра и телевидения, обладатель премии Лоренса Оливье и премии Гильдии киноактёров США за лучший актёрский состав в драматическом сериале в составе актёров сериала «Аббатство Даунтон».

## Биография и карьера
Брендан Койл родился 2 декабря 1963 года в Корби. Его отец был ирландцем, мать уроженкой Шотландии. Койл является внучатым племянником знаменитого шотландского футболиста и тренера Александра Мэттью Басби. Он изучал актёрское мастерство в Дублине в 1981 году, после чего получил стипендию в Академии театрального искусства Маунтвью в 1983 году.
В 1999 году Койл получил Премию Лоренса Оливье за роль Брендана, владельца паба, в пьесе Конора МакФерсона «Плотина». За эту же роль на Бродвее он получил приз Нью-Йоркских театральных критиков в номинации «Лучший бродвейский дебют». В 2001 году Койл появился в роли Генриха Мюллера в художественном фильме «Заговор». В 2004 году исполнил роль Николаса Хиггинса в драме BBC «Север и юг» по роману Элизабет Гаскелл. C 2008 по 2011 год снимался в экранизации BBC романа Флоры Томпсон «Чуть свет — в Кэндлфорд», где на протяжении трёх сезонов исполнял роль отца главной героини.
С 2010 по 2015 год исполнял роль Джона Бейтса, камердинера графа Грэнтэма, в телесериале ITV «Аббатство Даунтон». Эта роль принесла Брендану Койлу номинацию на премию BAFTA, а также вместе с другими актёрами сериала он получил Премию Гильдии киноактёров США за лучший актёрский состав в драматическом сериале в 2013, 2015 и 2016 годах.
В 2025 году исполнил роль Роя Томаса в сериале Токсичный город.